# Guerra de la Independencia de Bolivia
La guerra de la independencia de Bolivia transcurrió en su territorio durante el periodo que abarcó desde el año 1809 hasta el año 1825. En este conflicto se enfrentaron los patriotas de varios países más allá de sus fronteras nacionales contra los realistas españoles. Los patriotas resultaron vencedores, consiguiendo la independencia de Bolivia el 6 de agosto de 1825, con la firma de la Declaración de Independencia de Bolivia. Este conflicto se prolongó en casi todo el proceso independentista.
La guerra de independencia, en la historia de Bolivia, es el período de tiempo comprendido entre los sucesos que se desarrollaron en la sede de la Real Audiencia de Charcas, la ciudad de Chuquisaca (actual Sucre) el 25 de mayo de 1809 y el último combate que involucró soldados rebeldes enfrentando a soldados regulares leales a España en el Combate de Tumusla, el 1 de abril de 1825. Entre ambos sucesos transcurrieron más de quince años, durante los cuales los rebeldes del territorio del Alto Perú (actual territorio de Bolivia), dentro de los límites del Virreinato del Río de la Plata, combatieron al absolutismo español de las autoridades coloniales políticas y militares que representaron la lealtad a España. Durante estos años, las batallas y combates en los territorios del Alto Perú se desarrollaron entre las grandes campañas que se produjeron durante los primeros años producto de la presencia de los Ejércitos Auxiliares, provenientes de las Provincias Unidas del Río de la Plata y luego una Guerra de Guerrillas permanente protagonizada por criollos, mestizos, indígenas y españoles, muchas veces entremezclados entre los dos bandos antagónicos. Los bandos eran el de los rebeldes (que son conocidos como patriotas en la historia oficial de Bolivia) y el bando de los leales a España, también conocidos como realistas. La Guerra de Guerrillas se prolongó hasta el Combate de Tumusla, aunque después de éste y luego de proclamada la Independencia de Bolivia, se desarrolló un último intento de preservar el orden anterior a 1825. El año 1828 se produjo un levantamiento en la región de Vallegrande protagonizado por el Coronel Francisco Javier Aguilera, de origen mestizo, proclamándose General en Jefe del Ejército Real (Aranzaes,  1918, pp.15-16), quien luego de reunir una fuerza combatiente significativa "de 180 hombres de caballería e infantería, proclama el Reynado de Fernando VII" (Ibídem p.15) fue perseguido y derrotado el 23 de octubre de 1828 en un combate en las inmediaciones de Vallegrande por el Coronel Ancelmo Rivas. Al final, Aguilera fue capturado el 23 de noviembre de 1828 y “pasada por las armas” (Ibídem p.15); pero hasta 1825 es una etapa conocida en el actual territorio del Noroeste Argentino como la Guerra gaucha, que representó para los habitantes de los pueblos que intervinieron un sacrificio que produjo la estabilización de la guerra de independencia en la frontera norte de las Provincias Unidas del Río de La Plata, amenazados constantemente por el ejército colonial español. Sin embargo, la contribución de los ciudadanos del pueblo de Tarija también fue importante para la estabilización de la guerra de independencia, evitando la caída de la línea defensiva que Martín de Güemes sostenía, evitando la invasión española y el final de la independiente Argentina.
Comenzó el 1809 con el establecimiento de las Juntas de autogobierno en las ciudades de La Plata y La Paz. Las Juntas fueron disueltas poco después, y la Provincia de Charcas quedó bajo el dominio español nuevamente. La Revolución de Mayo de 1810 del Virreinato del Río de la Plata estableció su propia Junta. Buenos Aires mandó tres campañas militares al Alto Perú, al mando de Juan José Castelli, Manuel Belgrano y José Rondeau, pero los realistas lograron derrotarlos. Sin embargo, el conflicto se mantuvo hasta volverse una guerra irregular contra las republiquetas, que sostenían una guerra de guerrillas, dificultando la presencia de los realistas. Simón Bolívar y Antonio José de Sucre derrotaron al Ejército Real del Perú años después, lo que resultó seguidamente en la independencia de Bolivia en 1825 tras la Batalla de Tumusla.

## Antecedentes
A lo largo del siglo XVIII, los cambios políticos llevados adelante por la Casa de Borbón que reemplazó a la Casa de Austria a partir del 16 de noviembre de 1700 en el Imperio Español transformaron las dependencias americanas, hasta entonces "reinos" relativamente autónomos, en colonias enteramente dependientes de decisiones tomadas en España en beneficio de ella. Entre estas medidas se contó la fundación del Virreinato del Río de la Plata en 1777, que reunió territorios dependientes hasta entonces al Virreinato del Perú, y dio una importancia singular a su capital, la ciudad de Buenos Aires, que había tenido escasa importancia hasta ese momento.
El contacto con los conflictos políticos europeos, la influencia ideológica de la Ilustración, y el ejemplo de la Revolución francesa y de la Declaración de Independencia de los Estados Unidos generaron una actividad política inusitada y creciente en los años que siguieron a las invasiones británicas. La falta de respuestas de parte de la metrópoli española a los pedidos de auxilio de su colonia y el exitoso rechazo de las poderosas invasiones sin ayuda externa hicieron que la población local, adquiriera un alto grado de conciencia política. La falta de respuesta desde la metrópoli a los crecientes reclamos de autonomía económica llevó a la burguesía mercantil de algunas colonias a formar parte de los grupos que buscaban un cambio sustancial en la relación con España, dotando a estos de poder económico.
En el territorio de la actual Bolivia empezaron a darse los primeros conflictos entre los habitantes criollos y mestizos por un lado contra los colonizadores españoles por el otro. Uno de estos conflictos fue la Rebelión de Oruro que se dio en la Villa Real de San Felipe de Austria de la Provincia de Charcas en 1781.

## Las primeras Juntas revolucionarias

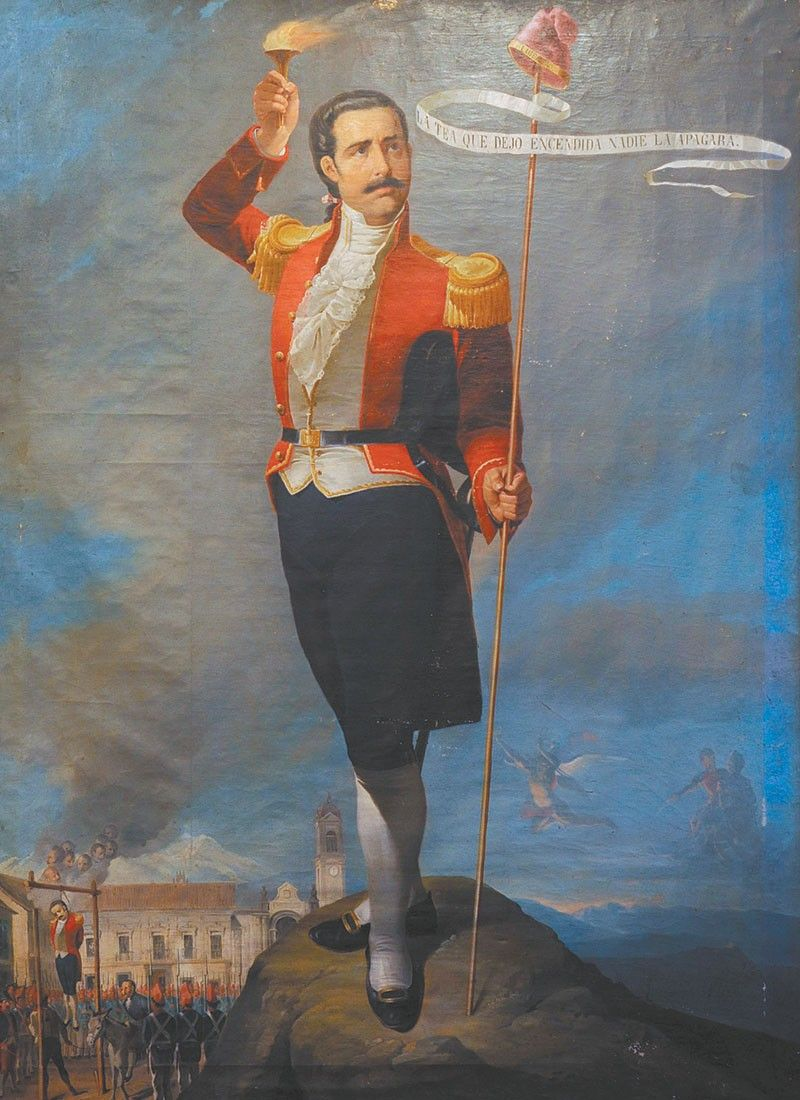
Pedro Domingo Murillo, precursor de la independencia de Bolivia.

Ésta es considerada la primera etapa de la lucha por la independencia de Bolivia y el comienzo de la guerra del Alto Perú contra el Imperio español. 

### Revolución de Chuquisaca
La Revolución de Chuquisaca fue la primera etapa de los gritos libertarios en Bolivia, llevado a cabo por el levantamiento popular contra el gobernador intendente de la ciudad de Charcas, actualmente conocida como Sucre, producido el 25 de mayo de 1809. La Real Audiencia de Charcas, con el apoyo del claustro universitario y sectores independentistas, destituyeron al gobernador y formaron una junta de gobierno en un año indeterminado.
El movimiento, fiel en principio al rey Fernando VII de España, fue justificado por las sospechas de que el gobierno planeaba entregar el país a la infanta Carlota Joaquina de Borbón, pero desde los comienzos sirvió de marco para el accionar de los sectores independentistas que propagaron la rebelión a La Paz, donde se constituiría la Junta Tuitiva. Reprimido violentamente este último y más radical levantamiento, el movimiento de Chuquisaca fue finalmente deshecho.
La Revolución de Chuquisaca es considerada por los historiadores como el primer movimiento independentista en Iberoamérica. Sin embargo, existe una reciente corriente revisionista que denomina a este evento simplemente como una revolución monárquica por sus expresiones iniciales de lealtad a Fernando VII, afirmando que en realidad fue una revuelta entre fernandistas y carlotistas en un contexto alejado de intenciones independentistas.
La primera victoria independentista tras la Revolución de Chuquisaca estuvo a cargo de Mariano Michel, que cumplió su cometido en La Paz, donde permaneció un mes. Logró que los líderes independentistas locales se hiciesen con el poder y depusieran el 16 de julio al gobernador Tadeo Dávila y al obispo de La Paz, Remigio de la Santa y Ortega. Allí se formó la junta de gobierno denominada Junta Tuitiva presidida por el coronel Pedro Domingo Murillo. 
A diferencia de la Revolución de Chuquisaca, la Revolución del 16 de julio en La Paz, bajo la dirección de Pedro Domingo Murillo, es considerada una revolución abiertamente independentista y señalan a la Junta Tuitiva que se formó en la actual capital de Bolivia como el primer gobierno libre de América del Sur.

### Junta Tuitiva de La Paz
La Junta Tuitiva fue encabezada por el independista paceño Pedro Domingo Murillo apoyados por el Batallón de Milicias al mando de su segundo jefe, Juan Pedro de Indaburo, que tomaron el cuartel de Veteranos, arrestaron a los oficiales y convocaron al pueblo a la plaza por medio de campanas y pidieron un cabildo abierto, solicitando que fueran separados de sus cargos el obispo de La Paz, Remigio de la Santa y Ortega, y el gobernador intendente Tadeo Dávila. Éste intentó sofocar la revuelta y se dirigió hacia el cuartel en donde fue arrestado. El cabildo aceptó realizar esa noche un cabildo abierto admitiendo e incorporando como representantes del pueblo a Gregorio García Lanza, Juan Bautista Sagárnaga y Juan Basilio Catácora y Heredia.

## Desarrollo del conflicto
La guerra de independencia de Bolivia se considera que comenzó con la Revolución de Chuquisaca el 25 de mayo de 1809 y duró hasta la última batalla en el Combate de Tumusla, el 1 de abril de 1825. En este contexto de lucha y cambio, la participación de la población fue fundamental para alcanzar la independencia. Entre ambas fechas numerosas batallas y combates, donde se enfrentaron principalmente las fuerzas patriotas con las fuerzas realistas.

### Rebelión afro-indígena de Santa Cruz de la Sierra
La rebelión afro-indígena de Santa Cruz de la Sierra, ocurrida en agosto de 1809, fue un levantamiento liderado por esclavos fugitivos, negros libres e indígenas contra las autoridades coloniales españolas. El objetivo era tomar la ciudad, motivados en parte por rumores sobre la liberación de esclavos. La conspiración fue descubierta antes de concretarse, lo que llevó a la captura y castigo de los líderes. Este evento se desarrolló en el contexto de las revoluciones de Chuquisaca y La Paz, influyendo en los movimientos independentistas en Bolivia.

### Revolución de Cochabamba
El 14 de septiembre de 1810 unos mil patriotas bolivianos lucharon contra los realistas, logrando deponer al gobernador de Cochabamba, José González Prada. Un cabildo abierto nombró como nuevo gobernador a Francisco del Rivero y jefe de las fuerzas independentistas. Los patriotas vencieron a los realistas en la batalla de Aroma, del 6 de octubre de 1810. Pese a esta victoria, los españoles continuaron resistiendo durante varios años.
Después de la derrota de La Paz y Chuquisaca el 26 de mayo de 1810 se levantó la Primera Junta de Buenos Aires. Después de derrotar a las fuerzas de Córdoba el ejército argentino al mando de Antonio González Balcarce y Juan José Castelli se dirigieron al Alto Perú. El 14 de septiembre se levantó Cochabamba liderada por Francisco del Rivero que entró con 8 capitanes al cuartel de Cochabamba y logró convencer a los soldados de unírseles. Luego tomó la gobernación, depuso a José Gonzales Prada y por aclamación fue nombrado Gobernador de la Provincia de Cochabamba. Días después llegó Esteban Arze quien juntaba tropas en Tarata y Cliza. Después de su llegada a Cochabamba, del Rivero ordenó una junta de guerra y ordenó que Estaban Arze fuera a Oruro y luego a La Paz para despejar la ruta a los argentinos a los que Cochabamba pertenencía.

### Revolución de Oruro
Después de Cochabamba y que los argentinos liberaran Chuquisaca de los realistas, el 6 de octubre del mismo año se levantó Oruro. Mariano del Castillo y Tomás Barrón junto a la población se levantaron pero sus fuerzas no eran lo suficientemente fuertes para derrotar a los realistas y viceversa. Junto a la llegada de Esteban Arze los realistas se rindieron pero al igual que los patriotas pidieron ayuda a los de Cochabamba. Los realistas pidieron ayuda a Fermín Piérola quien estaba cerca de Sica Sica para la toma de los patriotas de Oruro.

### Revolución de Santa Cruz
Antes del levantamiento de Oruro y 10 días después del de Cochabamba se levantó Santa Cruz de la Sierra, liderado por Antonio Vicente Seoane, el coronel Antonio Suárez, el cura José Andrés de Salvatierra y Juan Manuel Lemoine. Es así que el 27 de mayo de 1811 se produjo un movimiento popular en la ciudad, donde un cabildo abierto depuso al subdelegado Pedro José Toledo y se formó una Junta Provisoria. Fue un levantamiento en el que su principal protagonista eran los esclavos y los indígenas que derrocaron al gobernador y se adhirieron a la Junta de Buenos Aires como lo hicieron Cochabamba, Oruro y Potosí.

### Revolución de Potosí
Tras darse todas las revoluciones, la batalla de Suipacha y la llegada del ejército rioplatense a Potosí, el 10 de noviembre se dio el levantamiento de Potosí. Este levantamiento estaba liderado por Manuel Molina, los hermanos Nogales, Salvador José Matos, Melchor Daza, Mariano Subieta y los hermanos Millares quienes junto a la población que se levantó en armas tomaron el cuartel y luego destituyeron al gobernador y se adhirieron a la Junta de Buenos Aires. 
Los ejércitos argentinos ya estaban en Oruro dirigiéndose a La Paz. 

### Primera expedición al Alto Perú
Tras la victoria de Suipacha, se produjo la batalla de Aroma, cerca de Sica Sica, en el que 800 hombres realistas bien armados, 500 fusiles y 300 jinetes de Fermín Piérola fueron derrotados por las fuerzas de Esteban Arze, compuesta por 2000 milicianos, 250 fusileros, 250 jinetes y 1500 milicianos con armas cuerpo a cuerpo. Tras esta gloriosa victoria, Francisco del Rivero fue nombrado Primer Brigadier de los Ejércitos Alto Peruanos y se creó el Regimiento 7 de Infantería de Cochabamba a su cargo. Rivero mandó 2 expediciones más, una a Potosí para evitar que caiga de nuevo a manos realistas, y otra a La Paz, y el regimiento más junto con él fueron a La Paz. Logró 2 victorias que impidieron la reconquista de Potosí por los realistas y la liberación de todo el Alto Perú.
Teniendo todo el Alto Perú libre y los argentinos ya en La Paz con fuerzas de casi todo el Alto Perú, José Manuel de Goyeneche, quien se encontraba en Puno, partió rumbo al Alto Perú. Llegó al río Desaguadero mientras los argentinos se encontraban en Guaqui con excepción del Regimiento 7 de Cochabamba que se encontraba en Jesús de Machaca. Goyeneche pidió un armisticio de 20 días, lo cual Castelli aceptó, pero al día 16 del armisticio, Goyeneche atacó por la espalda a Castelli sin saber los argentinos no estaban preparados y sufrieron bajas no muy grandes. Al escuchar esto, Rivero partió al encuentro con 150 jinetes por detrás de Goyeneche. Este ataque perjudicó mucho a los realistas, ya que atacó a la artillería y logró dispersar a los realistas, sin embargo, ya estaba cometido el insulto y ambas fuerzas se replegaron. Rivero perdió casi todo el escuadrón y se replegó hasta Cochabamba. Castelli llegó a La Paz, sacó todas las armas y municiones y se dirigió en una retirada masiva.

#### Derrota en la Batalla de Huaqui
Tras la derrota de Huaqui, los patriotas huyeron en desbandada y así cayó Oruro en manos realistas. Goyeneche mandó una carta a Rivero exigiendo que ceda la ciudad sin derramar sangre a cambio no lastimar a la población. Rivero contestó la carta negando la solicitud y le pidió que se retire a los límites del Alto Perú, lo cual Goyeneche negó y partió a Cochabamba en julio de 1811. En el mes de agosto de 1811, Goyeneche llegó a las afueras de Cochabamba y se produjo la batalla de Amiraya, la cual ganó por la elevada superioridad numérica, armamentística y táctica bélica. Posteriormente, el ejército de Goyeneche tomó Santa Cruz de la Sierra, La Plata (Sucre) y Potosí y comenzó el éxodo a Jujuy.

### Fin de las expediciones argentinas e inicio de las republiquetas en Bolivia
Tras la derrota de los ejércitos argentinos y su escape a la Argentina, los exsoldados y oficiales en la actual Bolivia armaron las republiquetas y mantuvieron una guerra regular y mayormente irregular durante 10 años. Entre las republiquetas más destacadas están: Republiqueta de Ayopaya, Republiqueta de Santa Cruz (comandada por el coronel Ignacio Warnes), Republiqueta de Muñecas, Republiqueta de La Laguna, Republiqueta de Larecaja, Republiqueta de Vallegrande, Republiqueta de Cinti, Republiqueta de Tarija y la Republiqueta de Porco y Chayanta. Estas republiquetas se enfrentaron y desgastaron al ejército realista y lo derrotaron finalmente en Tumusla el 1 de abril de 1825.

### Campaña de Andrés de Santa Cruz a los puertos intermedios

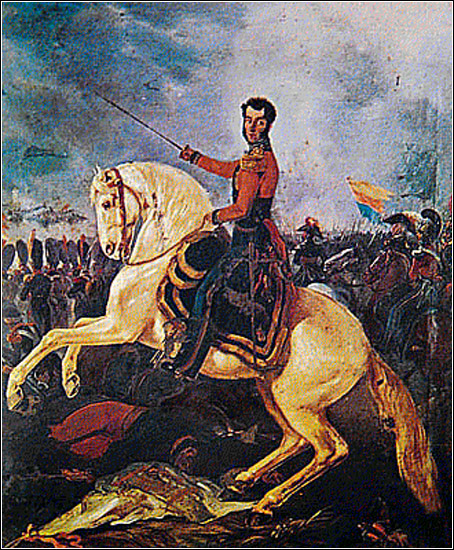
Antonio José de Sucre en la Batalla de Ayacucho (9 de diciembre de 1824)

Campaña militar durante la Independencia del Perú acontecida entre mayo y octubre de 1823 donde el ejército peruano, bajo el mando del general Andrés de Santa Cruz, desembarcó en los «puertos intermedios» del sur del Perú y se adentró hasta el Alto Perú (actual Bolivia), región dominada por las fuerzas realistas al mando del virrey José de la Serna. La campaña se inició con el asalto y la captura de Arica por parte del contralmirante Guise, el 7 de junio de 1823. El 11 de junio llegó a ese puerto el general Santa Cruz, que continuó rumbo a Iquique para dirigir las operaciones de desembarco de las fuerzas patriotas. Luego, los patriotas ocuparon sucesivamente Tacna y Moquegua, puntos donde permanecieron mucho tiempo, con el que se perdió el factor sorpresa. Recién en julio, los patriotas, divididos en dos grupos, avanzaron al Alto Perú: el 8 de agosto Santa Cruz ocupó La Paz y el 9 de agosto Gamarra hacía lo mismo con Oruro. Tras la indecisa batalla de Zepita, los patriotas se vieron abrumados por el masivo ataque realista y retrocedieron a la costa, logrando los sobrevivientes embarcarse a duras penas.

### Campaña de Sucre en el Alto Perú
Operaciones militares llevadas a cabo por el Ejército Unido Libertador del Perú para desalojar a los realistas españoles del Alto Perú o Charcas. Dieron comienzo tras la capitulación de Ayacucho y concluyeron con la rendición de los últimos grupos realistas tras el combate de Tumusla.